# Antoní Pius
Tit Aureli Fulvus Boioni Arri Antoní (llatí: Titus Aurelius Fulvus Boionius Arrius Antoninus), més conegut com a Antoní Pius (llatí: Antoninus Pius), era un senador romà de mitjana edat originari de Nimes, que fou adoptat per un moribund Hadrià al que succeí com a emperador romà el 138, sent un dels anomenats Cinc bons emperadors que van exercir el seu poder durant el zenit de la prosperitat que va assolir l'imperi a la Pax Romana.

## Joventut
El 25 de febrer de l'any 138, Hadrià va adoptar a Antoní, qui es va convertir en cèsar, compartint amb Hadrià la potestat tribunícia i el poder proconsular, es de llavors va ser Tit Eli Hadrià Antoní.

## Emperador

L'imperi cap al 125

El seu nom imperial fou Tit Eli Hadrià Antoní Pius August. Un dels seus primers actes com a emperador va ser persuadir el Senat romà perquè atorgués honors divins a Hadrià, que havia rebutjat inicialment. Va reduir novament els impostos i va intentar disminuir les despeses de l'estat llicenciant milers de funcionaris. Els recaptadors de províncies només havien de rebre els impostos en els seus limitis legals. Va suspendre la recaptació d'impostos de les ciutats afectades per desastres naturals, com quan els incendis van afectar Roma i Narbona en 145 i els terratrèmol de Lícia, que va afectar l'Illa de Rodes el 141, i el de Cízic el 152, que va destruir l'enorme i recentment construït temple d'Hadrià.
Antoní fou considerat un administrador i constructor expert, renovant els ponts i el temple d'August de Roma i construint nous aqüeductes i camins i ponts a tot l'Imperi, així com ponts i carreteres. El Mur d'Antoní és una construcció defensiva de l'illa de Gran Bretanya a uns 160 km al nord de la seva antecessora, la muralla d'Hadrià.
Va haver de devaluar la moneda romana reduint la puresa d'argent del denari del 89% al 83,5%, el pes real de la plata va caure de 2,88 grams a 2,68 grams.
Se li atribueix la divisió de les propietats imperials en dues parts, el fiscus o patrimonium, les propietats hereditàries de qui seia al tron, independentment de la seva pertinença anterior a la família imperial, i la res privata, les propietats privades lligades al manteniment personal de l'emperador i la seva família.
Antoní es va interessar molt per la revisió i la pràctica de la llei a tot l'imperi. Una de les seves principals preocupacions era que les comunitats locals conformessin els seus procediments legals a les normes romanes existents, i tot i que no era un innovador, no sempre seguiria la lletra absoluta de la llei; més aviat, va ser conduït per les preocupacions sobre la humanitat i la igualtat, i va introduir al dret romà molts principis nous importants basats en aquesta noció. Va adoptar mesures per facilitar el sufragi dels esclaus, va afavorir el principi de favor libertatis, donant al suposat llibert el benefici del dubte quan la pretensió de llibertat no era clara, va castigar la mort d'un esclau pel seu amo sense judici previ i va determinar que els esclaus podien ser venuts a la força a un altre amo per un procònsol en casos de maltractament constant i va confirmar l'execució dels contractes de venda d'esclaus que prohibien que es dediquessin a la prostitució. En dret penal va introduir l'important principi que les persones acusades no han de ser tractades com a culpables abans del judici. També va afirmar el principi que el judici i el càstig s'havia de celebrar al lloc on s'havia comès el crim. Va mitigar l'ús de la tortura en l'examen d'esclaus per certes limitacions. Va estendre l'ús de la tortura com a mitjà per obtenir proves de casos pecuniaris, quan fins llavors només s'havia aplicat en casos penals.
Antoní Pius era conegut com un àvid observador dels ritus de la religió i de les celebracions formals, tant romanes com estrangeres. És conegut per haver formalitzat cada vegada més el culte oficial ofert a Magna Mater, que a partir del seu regnat incloïa un sacrifici de bous, un tauroboli, que abans només era un ritual privat, que ara es realitzava també pel bé del benestar de l'emperador. També va oferir mecenatge al Mitraisme, a qui va erigir un temple a Ostia. L'apòleg cristià Justí va dirigir-li la seva defensa de la fe cristiana, recordant-li la regla del seu pare que les acusacions contra els cristians requerien proves. El 148, quan es va celebrar el nou-centè aniversari de la fundació de Roma amb la celebració d'uns magnífics Jocs Seculars a Roma. Va durar diversos dies i es van matar una gran quantitat d'animals exòtics, inclosos elefants, girafes, tigres, rinoceronts, cocodrils i hipopotàms.
Vers aquesta època, als senadors se'ls va començar a distingir amb el títol de clarissimus vir (individu preclar equivalent a il·lustríssim), títol estès a la seva família.

### Campanyes militars
No hi ha registres d'activitats militars en què participés. El seu regnat va ser el més pacífic de tot el Principat, malgrat que hi va haver diversos disturbis armats a Mauretania, on es va nomenar un senador governador de Mauretania Tingitana en lloc del procurador eqüestre habitual i es van portar reforços de cavalleria de Pannònia i ciutats com Sala i Tipasa foren fortificades. Problemes similars es van produir a Judea i entre els brigants de Britànnia, sense que cap d'ells es considerés greu.

El mur d'Antoní

A Gran Bretanya Antoní va decidir seguir un camí més agressiu nomenant Quintus Lollius Urbicus com a governador el 139, qui va emprendre una invasió al sud d'Escòcia, aconseguint algunes victòries significatives, i construint el Mur d'Antoní des del Fiord de Forth fins al Fiord de Clyde entre els anys 140-142. Tanmateix, la muralla va ser poc a poc desmantellada a mitjans dels anys 150 i finalment abandonada a principis dels anys 160 per raons que encara no estan del tot clares. El mur s'esmenta en una sola font literària, la biografia d'Antoní a la Història Augusta. Pausànies fa una breu i confusa menció d'una guerra a Gran Bretanya. En una inscripció en honor a Antoní, erigida per la Legió II Augusta, que va participar en l'edifici del Mur, un relleu que mostra quatre presoners nus, un d'ells decapitat, sembla representar una guerra real.
En 152 la Legió VI Ferrata i altres unitats de suport s'hi van haver de desplaçar per sufocar una revolta a Mauretània.

### Missió diplomàtica a la Xina
El primer grup de persones que afirmava ser una missió ambaixadora de romans a la Xina va ser registrat que van arribar l'any 166 dC segons el Llibre del Han Tardà i va arribar fins l'emperador Huan de Han. Com que Antoní Pius va morir el 161 dC, deixant l'imperi en mans del seu fill adoptiu, Marcus Aurelius Antoninus, i l'enviat va arribar l'any 166, es manté la confusió de qui va enviar la missió, ja que els dos emperadors van ser coneguts per Antoninus. La missió romana procedia del sud (probablement per mar), entrant a la Xina per la frontera de Rinan o Tonquín (actualment el Vietnam). Van portar regals de banyes de rinoceront, vori, i closques de tortugues, probablement adquirits a l'Àsia meridional i fou la primera vegada que hi va haver un contacte directe entre les dues civilitzacions. Els historiadors Rafe de Crespigny, Peter Fibiger Bang, i Warwick Ball creuen que va ser probablement un grup de comerciants romans en lloc de diplomàtics oficials enviats per Marc Aureli. La presència d'aquesta ambaixada romana, així com d'altres a Tianzhu (al nord de l'Índia) i Buyeo (a la Manxúria) va proporcionar un prestigi molt necessari per a l'emperador Huan, ja que s'enfrontava seriosament als problemes polítics per al suïcidi forçat del polític Liang Ji, que havia dominat el govern de Han després de la mort de la seva germana Emperadriu Liang Na.

## Família
La família era originària de Nemasus (Nimes) a la Gàl·lia Transalpina. Els membres més importants en foren: Titus Arri Antoní, cònsol els anys 69 i 96, avi de l'emperador, Boiònia Procil·la, esposa de l'anterior i via de l'emperador, Àrria Fadil·la, filla dels anteriors i mare de l'emperador i Titus Aureli Fulvus, cònsol als anys 85 i 89, i prefecte de la ciutat, espòs de l'anterior i pare de l'emperador.
Es va casar amb Ànnia Galèria Faustina, Faustina Major amb qui va tenir dos fills i dues filles, Marcus Aurelius Fulvus Antoninus, Marcus Galerius Aurelius Antoninus, Aurèlia Fadil·la, qui es va casar amb qui va ser Cònsol romà el 145, Luci Plauci Làmia Silvà, i Faustina Menor, casada amb el seu cosí Marc Aureli i que seria emperadriu. A la mort de Faustina va fer construir un temple en el seu honor, el millor conservat del Fòrum Romà.
Per les condicions de l'adopció d'Hadrià va ser obligat a adoptar al seu torn el seu nebot i futur emperador Marc Aureli, de llavors disset anys, i a Luci Aureli Ver, fill del difunt Luci Eli Cèsar, que en tenia divuit.
L'emperador no es va tornar a casar, i en lloc, va conviure amb Galèria Lisístrata, una esclava a qui va concedir la manumissió.
Va morir el 7 de març de l'any 161 i li va succeir el seu nebot i fill adoptiu Marc Aureli, juntament amb el seu germà adoptiu Luci Aureli Ver.

## Mort
A la seva mort, l'emperador va deixar un tresor públic considerable d'uns 2.700 milions de sestercis, i l'imperi no veuria cap altre emperador que deixés al seu successor superàvit durant molt de temps, però el tresor es va esgotar gairebé immediatament a causa de la pesta antonina que van dur les tropes que tornaven de les campanyes del Pròxim Orient.